# Eurodryas hibernica
Eurodryas hibernica är en fjärilsart som beskrevs av Birchall 1873. Eurodryas hibernica ingår i släktet Eurodryas och familjen praktfjärilar. Inga underarter finns listade i Catalogue of Life.